# 汶萊DPMM足球會
汶萊皇太子殿下足球會（Duli Pengiran Muda Mahkota Football Club，簡稱DPMM或汶萊DPMM）是一支位於汶萊斯里巴加灣市的職業足球會。球會現時於馬來西亞超級足球聯賽作賽，此前由2009年至2025年參加新加坡職業足球聯賽。DPMM由汶萊王儲比拉王子擁有。
球會於2000年代初期在汶萊超級聯賽作賽，於2002年及2004年奪得聯賽冠軍。DPMM其後決定到馬來西亞參賽，以海外球隊身份加入次級聯賽馬來西亞首要足球聯賽，於2005-06年球季開始參賽。他們在馬來西亞足球的首個球季便晉級至最高級別的馬來西亞超級足球聯賽，其後兩個球季分別取得第3名及第10名。球會之後離開馬來西亞聯賽，於2009年球季加入新加坡的新加坡聯賽。他們在新加坡的首個球季贏得新加坡聯賽盃，但在餘下5場聯賽前被迫退出賽事，原因是國際足協因政府干預汶萊足球協會事務而對其作出停賽處分，導致汶萊球隊不能參加海外賽事。球會於2009年的所有聯賽成績因此被取消。停賽期結束後，他們重返新加坡聯賽，並於2015年及2019年贏得聯賽冠軍。他們將由2025-26年球季起重返馬來西亞超級聯賽。

## 洲際紀錄
| 賽季    | 賽事               | 階段         | 球隊           | 主場 | 客場   | 總比分 |
| ------- | ------------------ | ------------ | -------------- | ---- | ------ | ------ |
| 2002–03 | 亞足聯冠軍聯賽     | 資格賽第二輪 | 芽籠聯隊       | 0–3  | 4–0    | 0–7    |
| 2003    | 東南亞俱樂部錦標賽 | B組          | 霹靂           | 3–0  | 第三名 |        |
| 2003    | 東南亞俱樂部錦標賽 | B組          | 新加坡武裝部隊 | 2–2  | 第三名 |        |
| 2005    | 東南亞俱樂部錦標賽 | B組          | 泰國煙草壟斷   | 2–2  | 第二名 |        |
| 2005    | 東南亞俱樂部錦標賽 | B組          | 財政與收入隊   | 1–2  | 第二名 |        |
| 2005    | 東南亞俱樂部錦標賽 | B組          | 淡濱尼流浪者   | 0–1  | 第二名 |        |
| 2005    | 東南亞俱樂部錦標賽 | 半決賽       | 彭亨           | 1–0  |        |        |
| 2023–24 | 亞足聯盃           | 預選賽第二輪 | 仰光聯         | 1–2  |        |        |

## 榮譽

### 聯賽

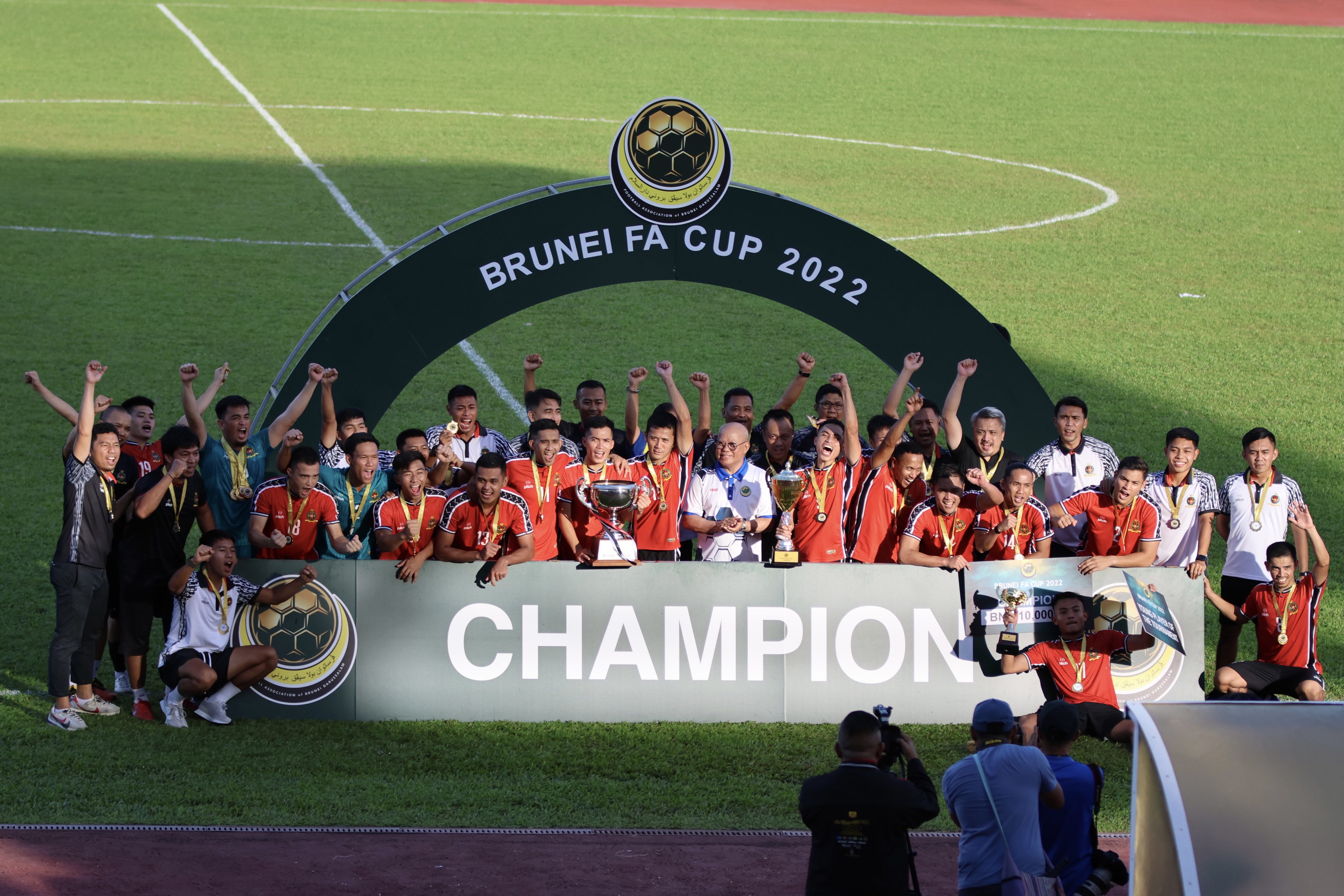
DPMM贏得2022年汶萊足總盃

#### 汶萊
- 汶萊超級聯賽
  - 冠軍 (3次): 2002, 2004, 2018–19
- 百事可樂盃聯賽
  - 亞軍 (1次): 2001

#### 新加坡
- 新加坡超級聯賽
  - 冠軍 (2次): 2015, 2019
  - 亞軍 (2次): 2012, 2014

### 盃賽

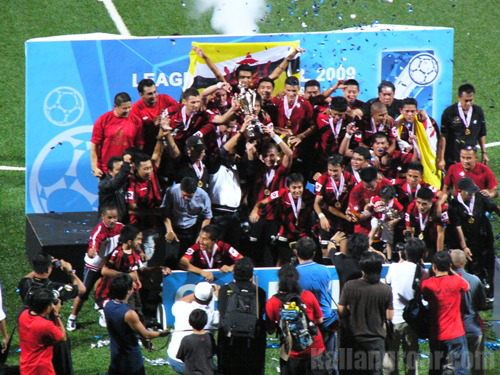
DPMM贏得2009年新加坡聯賽盃

#### 汶萊
- Pengiran Sengamara Di Raja盃
  - 亞軍 (1次): 2000
- DPMM FC邀請盃
  - 冠軍 (1次): 2002
- 汶萊邀請盃
  - 冠軍 (1次): 2002[2]
- 汶萊超級盃
  - 冠軍 (2次): 2002, 2004
- 汶萊足總盃
  - 冠軍 (3次): 2004, 2022, 2025

#### 新加坡
- 新加坡盃
  - 亞軍 (1次): 2018
- 新加坡聯賽盃
  - 冠軍 (3次): 2009, 2012, 2014
  - 亞軍 (2次): 2013, 2016
- 新加坡社區盾
  - 亞軍 (1次): 2016

## 外部連結
- DPMM Official Fansite （页面存档备份，存于）
- DPMM New Official Fansite （页面存档备份，存于）